# Joan d'Escitòpolis
Joan d'Escitòpolis (també anomenat Joan Escolàstic) fou un escriptor eclesiàstic romà d'Orient del final del segle v o començament del segle vi que va escriure en contra dels eutiquians, una branca extrema dels monofisistes i seguidors d'Eutiques de Constantinoble, i contra Diòscor d'Alexandria, en una obra titulada (Κατὰ τῶν ἀποσχιστῶν τῆς ἐκκλησίας, Contra desertores Ecclesiae, dividida en 12 seccions, i en resposta a un llibre d'un eutiquià titulat (Ἰωάννης Κατὰ Νεστορίον, Adversus Nestorium, que Foci atribueix a Basili, un prevere de Cilícia. Aquest Basili va escriure una resposta a Joan amb un estil acusatori, atribuint-li, entre altres coses, que era maniqueu i que restringia la quaresma a un període de tres setmanes i de no abstenir-se de menjar carn ni tan sols durant aquell breu període.
Alguns Παραθέσεις (Escolis) que es troben a les obres del Pseudo-Dionís l'Areopagita han estat atribuïts a Joan d'Escitòpolis, dels que Anastasi el Bibliotecari al segle vii, en va fer una traducció llatina.